# Arkansas Razorbacks (koszykówka mężczyzn)
Męska drużyna koszykówki Arkansas Razorbacks (pol. 'Dziki') – amerykański klub koszykarski reprezentujący University of Arkansas. Występuje w rozgrywkach ligi akademickiej NCAA Division I, w konferencji SEC. Razorbacks rozgrywają swoje spotkania w Bud Walton Arena, która mieści się na kampusie uczelni.

Hogs ostatni raz występowali w NCAA Tournament w 2008 roku, odpadając w drugiej rundzie.

W 1994, pod wodzą trenera Nolana Richardsona, drużyna wygrała NCAA Tournament pokonując zespół reprezentujący Duke University. W kolejnym roku "Dziki" ponownie doszły do finału, lecz zostali pokonani przez UCLA.

Razorbacks sześciokrotnie kwalifikowali się do NCAA Final Four w latach: 1941, 1945, 1978, 1990, 1994 i 1995.

## Sztab trenerski
- Mike Anderson – Główny szkoleniowiec
- Melvin Watkins – Drugi trener
- Matt Zimmerman – Asystent trenera
- T.J. Cleveland – Asystent trenera

## Historia

### Era Glena Rose'a (1933-42)

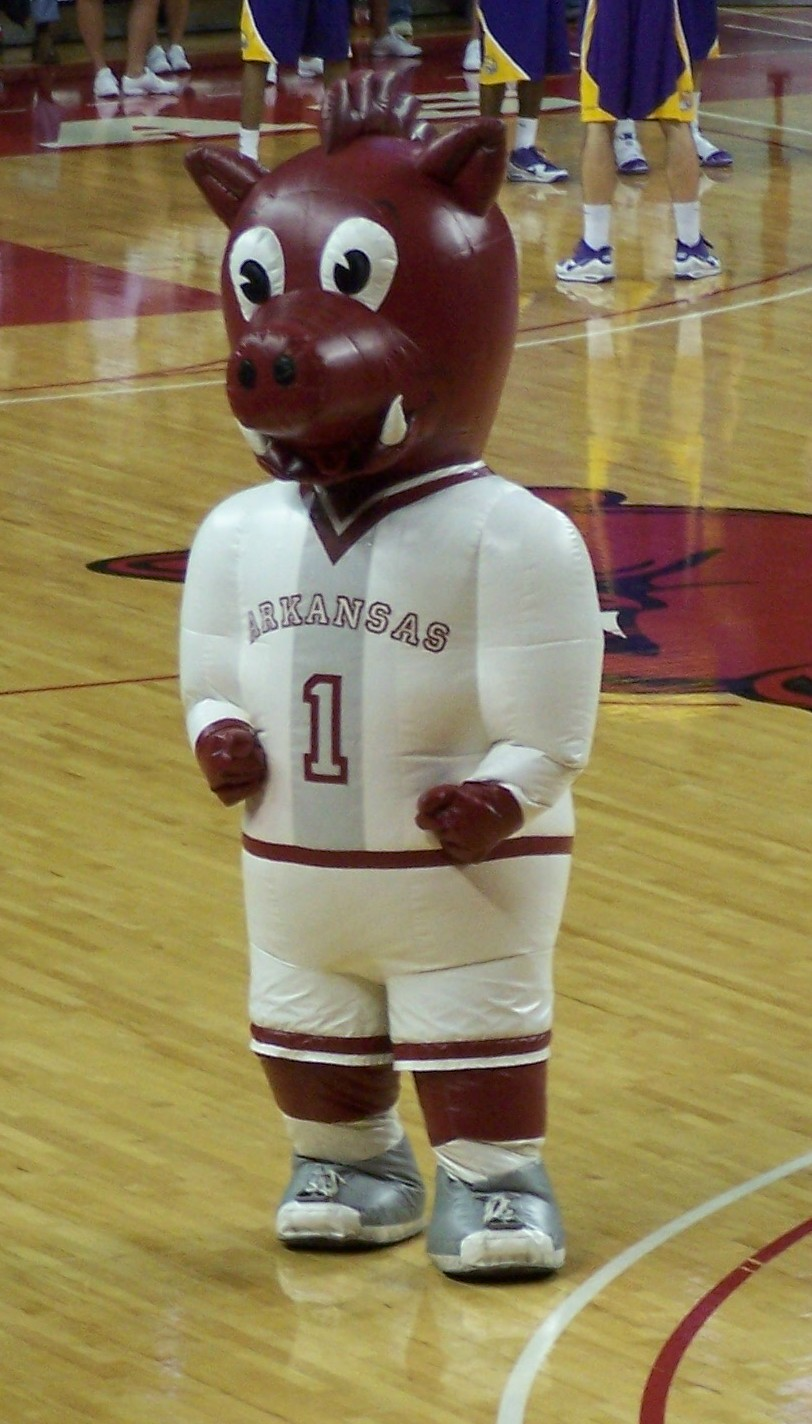
Boss Hog - maskotka drużyny.

Glen Rose zanim został trenerem "Dzików", był ich graczem w latach 1925-28, jednak krótko po zakończeniu swojej przygody na akademickich parkietach został asystentem trenera w Arkansas (1929), aby w 1933 zostać głównym trenerem Razorbacks. W 1941, Rose wprowadził drużynę do NCAA Final Four, a podczas jego kadencji zespół pięć razy wygrywał sezon regularny w Southwest Conference.

### Eugene Lambert (1942-49)
Lambert tak samo jak jego poprzednik, wcześniej reprezentował barwy Arkansas (1928-29), a w latach 1938-41 był asystentem trenera. Dowodzenie nad drużyną objął w 1942. W 1944, Hogs zakwalifikowali się do NCAA Tournament, jednak nie przystąpili do rozgrywek z powodu wypadku samochodowego w którym brało udział dwóch zawodników z drużyny. W 1945, zespół ponownie dostał się do NCAA Tournament dochodząc do Final Four. Kolejny występ w rozgrywkach posezonowych przypadł na rok 1949, gdzie Dziki dotarły do ćwierćfinałów. Podczas swojej kadencji na ławce trenerskiej Lambert zanotował bilans 113-60.

### Presley Askew (1949-52)
Podczas trzyletniej kadencji Askewa na stanowisku głównego trenera Hogs ani razu nie zakwalifikowali się do NCAA Tournament. Pierwszy sezon z nowym trenerem został zakończony bilansem 12-12, a całkowity bilans Presleya w Arkansas wynosi 35 wygranych i 37 porażek,

### Powrót Glena Rose'a (1952-66)
Druga kadencja Rose'a na ławce trenerskiej Dzików nie była tak udana jak za pierwszym razem, ponieważ Hogs nie odnieśli znaczących sukcesów. Jedynie w 1958 udało się dostać do NCAA Regionals. Ogólny bilans Rose'a jako trenera Razorbacks to 325-204.

### Duddy Waller (1966-71)
Waller objął stanowisko trenerskie na sezon 1966-67 i sprawował je do 1971 roku kiedy to został zastąpiony przez Lanny'ego Van Emana. Pod wodzą Wallera, Razorbacks zanotowali bilans 31-64 co daje fatalny procent zwycięstw 0.326. Jest to najgorszy wynik procentowy zwycięstw wśród wszystkich trenerów Hogs.

### Lanny Van Eman (1971-74)
Będąc trenerem Dzików, poprowadził drużynę do bilansu 48-56, a podczas jego obecności na ławce trenerskiej, zespół ani razu nie zakwalifikował się do rozgrywek posezonowych.

### Eddie Sutton (1974-85)
Był głównym trenerem Razaorbacks przez 11 sezonów, łącznie notując bilans 260-75, wygrywając pięciokrotnie Southwest Conference, oraz dziewięciokrotnie meldując się w NCAA Tournament. W 1978, Hogs pod jego wodzą doszli do Final Four. Sutton pożegnał się z uczelnią w 1985 i objął stanowisko trenera Kentucky Wildcats.

### Era Nolana Richardsona (1985-2002)
Richardson przejął zespół w 1985 i wprowadził bardzo szybkie tempo rozgrywania akcji, co było czymś nowym dla kibiców z Arkansas. Fani zespołu mieli wątpliwości co do nowego systemu gry, ponieważ pierwszy sezon Razorbacks z Nolanem na ławce zakończyli bilansem 12-16. Jednak już w drugim sezonie, Dziki wróciły do rozgrywek posezonowych, występując w NIT. Trzeci sezon zaowocował zakwalifikowaniem się do NCAA Tournament, co było początkiem stałego uczestnictwa w rozgrywkach posezonowych, ponieważ Hogs wystąpili w turnieju 13 razy w przeciągu 15 sezonów pod wodzą Nolana. Łącznie, Razorbacks piętnastokrotnie brali udział w rozgrywkach po sezonowych w czasie siedemnastu sezonów z Richardsonem na ławce trenerskiej.

Trzykrotnie udało mu się poprowadzić drużynę do Final Four, jednak największy sukces przypada na rok 1994, kiedy to Razorbacks zdobyli mistrzostwo NCAA, pierw pokonując w półfinale Arizona Wildcats (91-82), a następnie w finale Duke Blue Devils (76-72). W 1995, Hogs ponownie dotarli do finału, jednak nie podołali drużynie UCLA, przegrywając finał 89-78.

Richardson dzięki swoim osiągnięcia w Arkansas został wybrany trenerem roku 1994. Razorbacks podczas jego ery grali szybką koszykówkę w ataku, oraz wywierali dużą presję w obronie, system ten został nazwany - "40 minut piekła". Nolan podczas swojej pracy z Dzikami odniósł najwięcej zwycięstw w historii klubu, notując bilans 389-169 (wynik procentowy .697). Jest jedynym trenerem który wygrał zarówno Junior College National Championship, NIT Championship, oraz mistrzostwo NCAA.

Został zwolniony po piętnastu latach pracy za swoje kontrowersyjne wypowiedzi.

### Stan Heath (2002-07)
Został zatrudniony 28 marca 2002 w miejsce zwolnionego wcześniej Nolana Richardsona.
Pierwszy sezon Heatha jako głównego szkoleniowca Razorbacks nie był udany, ponieważ zespół zaliczył bilans 9-19. Słaba dyspozycja Hogs w sezonie 2002-03 była spowodowana sporymi zmianami w klubie, między innymi: nowy trener, nowy system gry, a na dodatek kilku kluczowych zawodników opuściło drużynę.
Sezon 2004-05 był zdecydowanie lepszy w wykonaniu Dzików, drużyna poczyniła postępy w grze, a także dodano kilku wartościowych graczy. Zespół zanotował bilans 18-12, przegrywając pięć z sześciu ostatnich spotkań.
Sezon 2005-06 rozpoczął się od ważnej wygranej z Kansas Jayhawks, a Dziki w ogólnym rozrachunku dostały się do NCAA Tournament, jednak odpadli już w pierwszej rundzie.
Ostatni sezon Heatha w Arkansas, także został zakończony rozgrywkami posezonowymi, lecz Razorbacks ponownie nie przeszli do drugiej rundy turnieju.
Ogólny bilans w latach 2002-07 to 82-70, oraz podwójny udział w NCAA Tournament.

### John Pelphrey (2007–11)

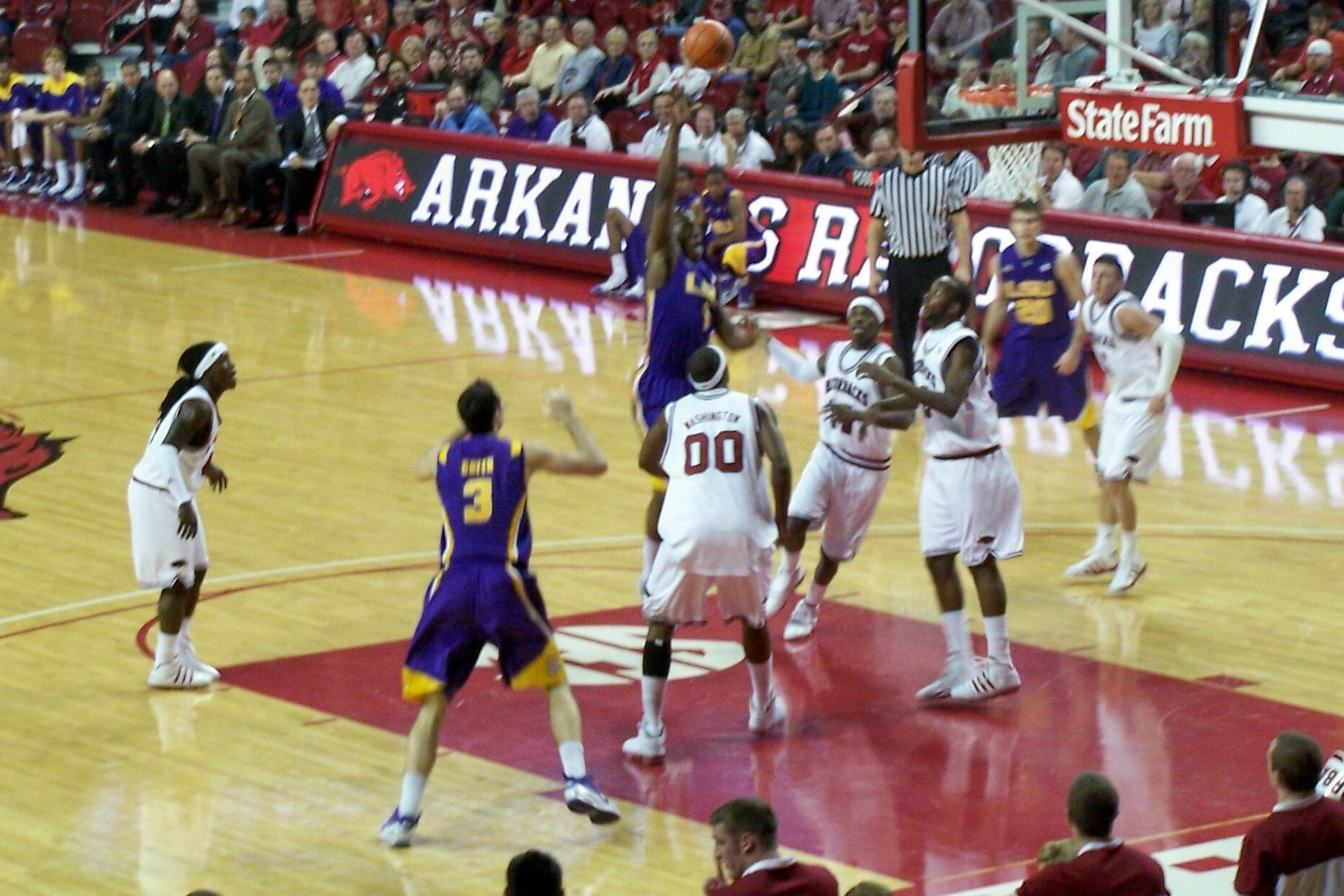
Razorbacks podczas meczu (białe stroje).

9 kwietnia 2007, na konferencji prasowej Pelphrey został ogłoszony nowym trenerem Arkansas Razorbacks. Pierwszy sezon w nowym klubie okazał się dość udany, ponieważ Hogs dostali się do NCAA Tournament, gdzie w pierwszej rundzie pokonali zespół Indiana Hoosiers różnicą 14 punktów, ale już na kolejnym etapie turnieju spotkali się z najwyżej rozstawioną drużyną North Carolina Tar Heels i doznali druzgocącej porażki 108-77.
30 grudnia 2008, Pelprhey odniósł swoje największe zwycięstwo jako trener Hogs pokonując na własnym parkiecie drużynę zajmującą czwarte miejsce w krajowym rankingu - Oklahoma Sooners 96-88. Dla Dzików najwięcej punktów w tym spotkaniu zdobył Michael Washington - 24, oraz dołożył 11 zbiórek, a najlepszym graczem ekipy gości był Blake Griffin, który zanotował 21 punktów i 13 zbiórek. Następna duża wygrana miała miejsce 6 stycznia 2009, gdy Hogs pokonali wysoko notowanych Texas Longhorns 67-61. Jednak po tych budujących wygranych nastąpił drastyczny spadek jakości gry i Dziki zakończył sezon z niekorzystnym bilansem.
13 marca 2011, John Pelphrey został zwolniony ze stanowiska głównego trenera Razorbacks. Po utracie posady powiedział, że władze uczelni nie dały mu wystarczająco dużo czasu aby całkowicie wykonać swój plan z drużyną. Jego bilans po czterech sezonach w Arkansas to 69 wygranych i 59 porażek.

### Mike Anderson (2011-...)
23 marca 2011, podpisał siedmioletni kontrakt z uczelnią Arkansas i od tego czasu pełni funkcję głównego szkoleniowca. W latach 1985–2002, gdy trenerem Dzików był Nolan Richardson, Anderson pracował jako jego asystent. 26 marca 2011 w Bud Walton Arena został przedstawiony zebranym fanom w liczbie 5 000 jako nowy trener Razorbacks.

## Najwięksi rywale
- Texas Longhorns
- LSU Tigers
- Kentucky Wildcats
- Oklahoma Sooners

## Zawodnicy którzy dostali się do NBA

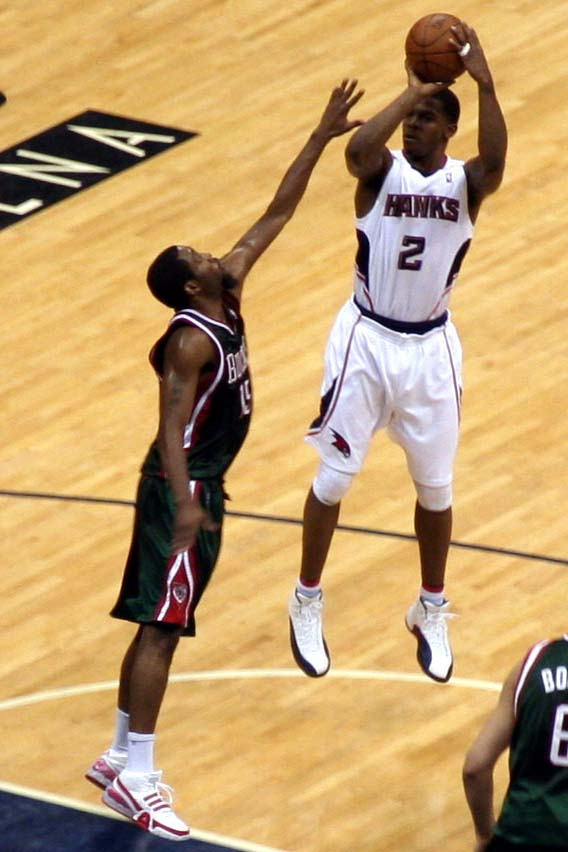
Joe Johnson #2 w barwach Atlanty Hawks

.
| - Corey Beck - Ron Brewer - Ronnie Brewer - Tony Brown - Wyatt Howell - Todd Day - Courtney Fortson - Scott Hastings - Steven Hill - Derek Hood - Joe Johnson - Joe Kleine - Andrew Lang | - Lee Mayberry - Clint McDaniel - Mel McGaha - Oliver Miller - Sidney Moncrief - Isaiah Morris - Jannero Pargo - Alvin Robertson - Dean Tolson - Darrell Walker - Sonny Weems - Corliss Williamson - Blake Mack |